# Oulad Sidi Ali Ben Youssef
Oulad Sidi Ali  Ben (franska: Oulad Sidi Ali  Ben (CR), Oulad Sidi Ali  Ben (Commune Rurale), arabiska: أولاد حمدان) är en kommun i Marocko.   Den ligger i provinsen El Jadida och regionen Casablanca-Settat, i den norra delen av landet, 160 km sydväst om huvudstaden Rabat. Antalet invånare är 10 854.